# 2018 en Ontario
Chronologie de l'Ontario
- 2014
- 2015
- 2016
- 2017
- 2018
- 2019
- 2020
- 2021
- 2022

Cette page concerne des événements d'actualité qui se sont produits durant l'année 2018 dans la province canadienne de l'Ontario.

## Politique
- Première ministre : Doug Ford (Parti progressiste-conservateur) (face au sortant Kathleen Wynne (Parti libéral) le 7 juin)
- Chef de l'Opposition : Patrick W. Brown puis Vic Fedeli (intérim) (Parti progressiste-conservateur) puis Andrea Horwath (NPD)
- Lieutenant-gouverneur : Elizabeth Dowdeswell
- Législature : 41e puis 42e

## Événements

### Janvier
- Jeudi 25 janvier - Le chef du Parti progressiste-conservateur Patrick W. Brown annonce sa démission à la suite de l'accusation d'inconduites sexuelles qui se seraient produites alors qu'il était député fédéral[1].

### Mars
- Vendredi 2 mars - Orage de neige engendré par le nor'easter Riley aux environs du Niagara.
- Samedi 10 mars - L'Élection à la chefferie du Parti progressiste-conservateur (en) choisi Doug Ford pour le nouveau chef de ce parti.
- Du 17 au 25 mars : le Championnat du monde de curling féminin 2018 se déroule à North Bay.

### Avril
- Lundi 23 avril : une camionnette frappe un groupe de piétons faisant dix morts et au moins quinze blessés à Toronto. Le conducteur prend ensuite la fuite, mais il est arrêté plus tard, selon la police de Toronto, qui s'occupe toujours de l'enquête. L'implication terroriste n'a pas été exclue[2].

### Mai
- Mercredi 9 mai `: La première ministre Kathleen Wynne annonce des élections générales pour le 7 juin.

### Juin
- Jeudi 7 juin : Les 42e élection générale ontarienne se tient pour élire les députés provinciaux dans les 124 circonscriptions ontariennes. Doug Ford remporte la victoire et formera un gouvernement progressiste-conservateur majoritaire, le NPD formera l'opposition officielle depuis le gouvernement de Bob Rae et le chef du Parti vert Mike Schreiner gagne le premier siège dans l'histoire de son parti à l'Assemblée législative de l'Ontario.
- Jeudi 14 juin :  Le député provinciale d'Ottawa-Sud John Fraser est nommé chef intérimaire du Parti libéral de l'Ontario.
- Vendredi 29 juin : Doug Ford annonce la formation de son gouvernement qui sera formé de 21 ministres.

### Juillet
- Mercredi 11 juillet : Le député provinciale de Wellington—Halton Hills Ted Arnott devient le 42e président de l'Assemblée législative de l'Ontario.
- Dimanche 22 juillet : Une fusillade mortelle dans le quartier grec de Toronto fait 2 morts et 13 blessés[3].

### Septembre
- Vendredi 21 septembre : une tornade de force EF3 frappa la banlieue ouest d'Ottawa et une autre de force EF2, un secteur au sud, occasionnant des dégâts importants[4].

### Octobre
- Mardi 2 octobre : la professeure de l'Université de Waterloo Donna Strickland reçoit le prix Nobel de physique pour les travaux sur les lasers.
- Mercredi 17 octobre - Le cannabis est maintenant légal en Ontario et au Canada[5].
- Lundi 22 octobre - John Tory et Jim Watson sont réélus respectivement maires de Toronto et d'Ottawa lors des élections municipales (en).

### Novembre
- Vendredi 2 novembre - Jim Wilson, ministre du Développement économique, de la Création d'emplois et du Commerce de l'Ontario au sein du gouvernement Ford, démissionne de ses fonctions de ministre et quitte le caucus progressiste-conservateur, pour se faire traiter pour des problèmes d'addiction. On apprendra la semaine suivante que ce sont des accusations d'inconduite sexuelle qui ont poussé le ministre à la démission.
- Jeudi 15 novembre - Vic Fedeli, ministre des Finances, présente la mise à jour économique. Celle-ci inclut l'annonce de la suppression du Commissariat aux services en français et l'annulation du projet de l'Université de l'Ontario français, déclenchant une crise. Le commissariat à l'environnement et le poste d'intervenant provincial en faveur des enfants et des jeunes de l'Ontario sont également supprimés.
- Lundi 19 novembre - Doug Ford rencontre le premier ministre québécois François Legault  à Toronto. Celui-ci lui discute qu'il voudrait qu'il revienne sur sa décision sur le projet de l'université de l'Ontario français et le commissariat aux services en français à la suite de cet abolition[6].
- Jeudi 29 novembre - la députée provinciale de Glengarry-Prescott-Russell Amanda Simard quitte le Parti progressiste-conservateur en siégeant comme indépendante à la suite de la crise des franco-ontariens[7].
- Vendredi 30 novembre - le drapeau franco-ontarien sera hissé sur l'une des tours de l'Hôtel du Parlement du Québec à la suite du vote à l'unanimité une motion présentée par le Parti québécois à l'Assemblée nationale[8].

### Décembre
- Samedi 1er décembre : Plus de 13 000 franco-ontariens manifestent afin d’envoyer un message au premier ministre Doug Ford afin qu'il exige pour le rétablissement de l’Université de l’Ontario français et du Commissariat aux services en français[9].

## Décès
- Samedi 27 janvier : Royal Galipeau, 71 ans, député fédéral d'Ottawa—Orléans (2006-2015) (° 5 janvier 1947).
- Mercredi 31 janvier : Alf Humphreys, 64 ans, acteur (° 9 août 1953).
- Jeudi 1er février : William Whitehead (en), 86 ans, écrivain et acteur (° 16 août 1931).
- Samedi 17 février : Dorothy Rungeling (en), 106 ans, pilote (° 12 mai 1911).
- Mercredi 28 février : Noble Villeneuve, 79 ans, député provinciale de Stormont—Dundas—Glengarry (en) (1983-1999) (° 1er août 1938).
- Jeudi 1er mars : Bender (en), 37 ans, artiste (° 19 juillet 1980).
- Dimanche 4 mars : Moe Racine (en), 80 ans, joueur de football (° 13 octobre 1937).
- Mercredi 4 avril : Jonathan Pitre (en), 17 ans (° 2 juin 2000).
- Mercredi 2 mai :
  - Gord Brown, 57 ans, député fédérale de Leeds—Grenville—Thousand Islands et Rideau Lakes (2004-2018) (° 31 août 1960).
  - Paul Dick, 77 ans, député fédérale de Lanark—Renfrew—Carleton (1972-1988) et Lanark—Carleton (1988-1993) (° 27 octobre 1940).
- Dimanche 15 juillet : Ray Emery, 35 ans, joueur de hockey sur glace (° 28 septembre 1982).¸
- Mercredi 25 juillet : Bob Brady (en), 86 ans, joueur de football (° 1931).¸
- Dimanche 19 août : Alastair Gillespie, 96 ans, député fédérale d'Etobicoke (1968-1979) (° 1er mai 1922).
- Dimanche 14 octobre : Donald Stovel Macdonald, 86 ans, député fédérale de Rosedale (1962-1978) (° 1er mars 1932).
- Samedi 20 octobre : Gaétan Gervais, 74 ans, cofondateur du drapeau franco-ontarien (° 10 août 1944).